# Schirgiswalde-Kirschau
Schirgiswalde-Kirschau (obersorbisch Šěrachow-Korzym) ist eine Kleinstadt im Zentrum des Oberlausitzer Berglandes und gehört zum sächsischen Landkreis Bautzen.

## Stadtgliederung

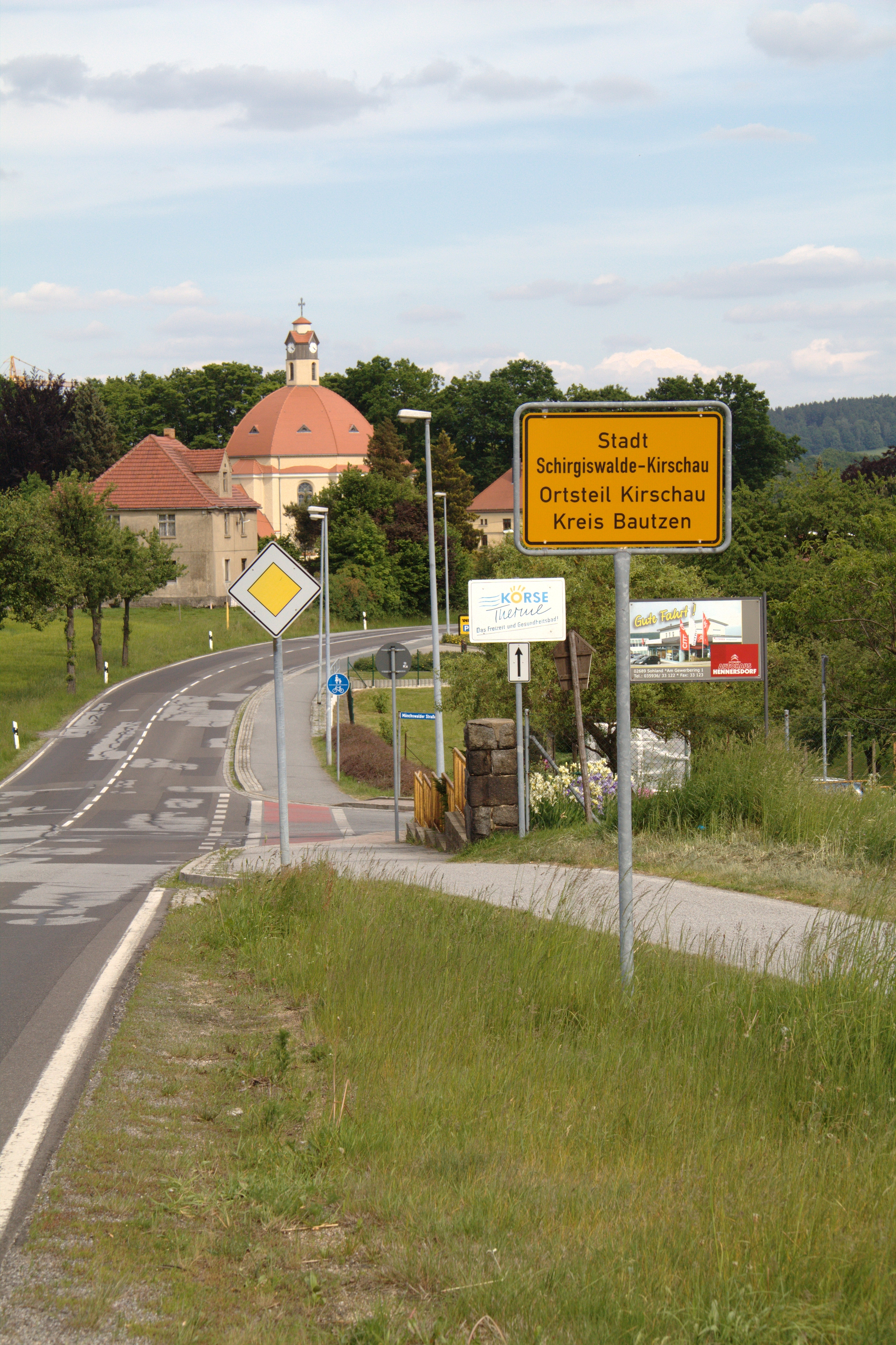
Ortseingang von Kirschau mit Blick auf die Johanneskirche

Schirgiswalde-Kirschau besteht aus vier Stadtteilen (Ortschaften), die wiederum aus einzelnen Ortsteilen bestehen:
| - Crostau mit den Ortsteilen - Callenberg - Carlsberg - Crostau - Halbendorf/Geb. - Wurbis - Kirschau mit den Ortsteilen - Kirschau - Kleinpostwitz (sorb. Bójswecy) | - Rodewitz/Spree mit den Ortsteilen - Bederwitz (Bjedrusk) - Rodewitz/Spree (Rozwodecy) - Sonnenberg - Schirgiswalde mit den Ortsteilen - Neuschirgiswalde - Schirgiswalde |

## Geschichte
Die Stadtgemeinde entstand zum 1. Januar 2011 durch die freiwillige Gemeindefusion der Stadt Schirgiswalde und der Gemeinden Kirschau und Crostau. Die drei Gemeinden waren bereits zuvor in der Verwaltungsgemeinschaft Schirgiswalde verbunden, die im gleichen Zuge aufgelöst wurde. Der Sitz der Stadtverwaltung befindet sich im Ortsteil Schirgiswalde.
Zur Geschichte der einzelnen Stadtteile: siehe die entsprechenden Ortsartikel

### Einwohnerentwicklung
Beim Zensus vom 9. Mai 2011 lebten in den 1959 Wohngebäuden der Stadt 6761 Personen. Diese verteilen sich auf die Ortsteile Schirgiswalde (2735), Kirschau (1703), Crostau (628), Callenberg (532), Rodewitz/Spree (431), Wurbis (153), Halbendorf/Gebirge (128), Carlsberg (126), Bederwitz (112), Neuschirgiswalde (109), Kleinpostwitz (59) und Sonnenberg (45). Das Durchschnittsalter lag bei 46,9 Jahren.

## Politik
- SPD: 1
- Gemeinsam: 5
- FW: 3
- CDU: 4
- AfD: 3

Die AfD kann zwei Sitze nicht besetzen; der Stadtrat verkleinert sich entsprechend.

### Stadtrat
Seit der Kommunalwahl am 26. Mai 2019 setzt sich der Stadtrat wie folgt zusammen:
| Parteien und Wählergemeinschaften                 | 2024   | 2024   | 2019   | 2019   | 2014   | 2014   |
| Parteien und Wählergemeinschaften                 | %      | Sitze  | %      | Sitze  | %      | Sitze  |
| ------------------------------------------------- | ------ | ------ | ------ | ------ | ------ | ------ |
| Gemeinsam für Schirgiswalde-Kirschau              | 26,9   | 5      | 19,7   | 4      | –      | –      |
| Alternative für Deutschland (AfD)                 | 26,7   | 3      | 19,0   | 1      | –      | –      |
| Christlich Demokratische Union Deutschlands (CDU) | 24,7   | 4      | 38,2   | 8      | 55,1   | 11     |
| Freie Wähler                                      | 18,4   | 3      | 15,0   | 3      | 22,6   | 4      |
| Sozialdemokratische Partei Deutschlands (SPD)     | 3,2    | 1      | 2,0    | –      | 3,6    | –      |
| Die Linke                                         | –      | –      | 4,0    | –      | 8,3    | 1      |
| Freie Demokratische Partei (FDP)                  | –      | –      | 1,9    | –      | 10,4   | 2      |
| gesamt                                            | 100,0  | 16     | 100,0  | 16     | 100,0  | 18     |
| Wahlbeteiligung                                   | 73,0 % | 73,0 % | 69,7 % | 69,7 % | 58,8 % | 58,8 % |

### Bürgermeister
Am 27. März 2011 wurde der bisherige Bürgermeister von Kirschau, Sven Gabriel (FDP), der seit Jahresbeginn für die Stadt als Amtsverweser tätig war, zum neuen Bürgermeister gewählt. Am 4. März 2018 sowie am 2. Februar 2025 wurde er wiedergewählt.
| Wahl        | Bürgermeister | Vorschlag | Wahlergebnis (in %) |
| ----------- | ------------- | --------- | ------------------- |
| 2025        | Sven Gabriel  | Gabriel   | 87,8                |
| 2018        | Sven Gabriel  | Gabriel   | 65,3                |
| 2011        | Sven Gabriel  | Gabriel   | 53,9                |
| Neugründung |               |           |                     |

### Städtepartnerschaften
Denkingen und Niederstetten in Baden-Württemberg sowie Sundern (Sauerland) in Nordrhein-Westfalen sind Partnerstädte von Schirgiswalde-Kirschau.

## Sehenswürdigkeiten
Die Kulturdenkmale sind in der Liste der Kulturdenkmale in Schirgiswalde-Kirschau aufgeführt.
Ein Stadtrundweg führt durch Schirgiswalde-Kirschauer Geschichte und zeigt verschiedene historische Plätze und deren Geschichte.

### Naturschutz
- Siehe auch: Liste der Naturdenkmale in Schirgiswalde-Kirschau

## Persönlichkeiten
Aus dem Stadtteil Crostau stammt unter anderem der Opernsänger Reiner Goldberg (1939–2023).

## Verkehr und Infrastruktur
Der Haltepunkt Schirgiswalde-Kirschau, der diesen Namen schon vor der Gemeindefusion trug, liegt an der Bahnstrecke Oberoderwitz–Wilthen und wird von Regionalbahnen der Linie Dresden – Zittau im Zwei-Stunden-Takt bedient.

### Glasfasernetz
Seit März 2020 wird das Glasfasernetz in den Ortsteilen von Schirgiswalde-Kirschau ausgebaut. Nach dem Ausbau stehen in den betreffenden Gebieten maximal 1 GBit/s in den Haushalten zur Verfügung. Außerdem erhalten alle Firmen sowie Schulen im Stadtgebiet auch außerhalb der festgelegten Ausbaugebiete einen Anschluss.